# 多米妮克·麥克艾麗戈特
多米妮克·麥克艾麗戈特（英語：Dominique McElligott，1986年3月5日—），是一位愛爾蘭女演員。她作為主要演員出現在《Raw》（2008年），《地獄之輪》（2011－2012年），《太空人妻子俱樂部》（2015年），《紙牌屋》（2016－2017年），《終極大亨》（2016年）和《黑袍糾察隊》（2019－2022年）中。

## 早年生活和教育
麥克艾麗戈特在爱尔兰的都柏林出生和長大。她在中學時開始演戲。她畢業於都柏林大學。

## 職業生涯
麥克艾麗戈特在2008年出演RTÉ劇集《Raw》，2009年出演電影《月劫餘生》，隨後拍攝由美国與愛爾蘭聯合出品的2010年浪漫喜劇電影《敗犬求婚日》。2011年，她出演電影《看守員》。從2011年到2012年，她在AMC劇集《地獄之輪》中擔任主角。2015年，她出演了ABC劇集《太空人妻子俱樂部》。2016年，她在Netflix劇集《紙牌屋》的第四和第五季中飾演共和黨總統候選人威爾·康威（英語：Will Conway）的妻子漢娜·康威（英語：Hannah Conway）。從2019年到2022年，她在改編自同名漫畫系列的亞馬遜影片原創劇集《黑袍糾察隊》中飾演瑪姬·蕭／梅芙女王。

## 作品列表

### 電影
| 年份 | 標題                  | 角色                    | 附註 |
| ---- | --------------------- | ----------------------- | ---- |
| 2008 | 《黑暗樓層》          | 艾米麗（英語：Emily）        |      |
| 2008 | 《衛星與隕石》        | 約翰遜博士（英語：Dr. Johnson）    |      |
| 2009 | 《月劫餘生》          | 泰絲·貝爾（英語：Tess Bell）     |      |
| 2010 | 《敗犬求婚日》        | 新娘                    |      |
| 2011 | 《看守員》            | 奧菲·奧卡羅爾（英語：Aoife O'Carroll） |      |
| 2011 | 《黑荊棘》            | 艾塔·普萊斯             |      |
| 2012 | 《搖滾不滅》          | 喬伊·迪茨（英語：Joy Dietz）     |      |
| 2019 | 《一分二》 （英語：Two/One） | 瑪莎（英語：Martha）          |      |

### 電視
| 年份       | 標題                 | 角色                      | 附註                                 |
| ---------- | -------------------- | ------------------------- | ------------------------------------ |
| 2001－2002 | 《On Home Ground》   | 科拉·柯林斯（英語：Cora Collins）     | 常設角色；11集                       |
| 2005       | 《Whiskey Echo》     | 瑞秋（英語：Rachel）            | 電視電影                             |
| 2008       | 《魔性人心》         | 勞倫（英語：Lauren）            | 試播集                               |
| 2008       | 《Raw》              | 麗貝卡·馬許（英語：Rebecca Marsh）     | 6集                                  |
| 2009       | 《大慈善家》         | 貝拉·奧拉扎巴爾（英語：Bella Olazabal） | 角色在拍攝期間被刪除                 |
| 2011－2012 | 《地獄之輪》         | 莉莉·貝爾（英語：Lily Bell）       | 主要角色（第一至二季）；20集         |
| 2015       | 《太空人妻子俱樂部》 | 路易絲·謝潑德             | 主要角色；10集                       |
| 2016－2017 | 《紙牌屋》           | 漢娜·康威（英語：Hannah Conway）       | 第四季常設角色；第五季主要角色；15集 |
| 2016－2017 | 《終極大亨》         | 凱瑟琳·摩爾（英語：Kathleen Moore）     | 主要角色；9集                        |
| 2019－2022 | 《黑袍糾察隊》       | 瑪姬·蕭／梅芙女王         | 主要角色；22集                       |
| 2022       | 《黑袍糾察隊：惡魔》 | 瑪姬·蕭／梅芙女王         | 配音；單集：“I'm Your Pusher”        |

## 外部連結
- 多米妮克·麥克艾麗戈特在互联网电影资料库（IMDb）上的資料（英文）